# Обратный ход (фильм)
«Обратный ход» (англ. Backflash) — фильм режиссёра Филипа Дж. Джонса.

## Сюжет
Утро. На ковре лежит тело рядом с разбитой бутылкой. Раздаётся звонок будильника и тело Рэя Беннетта вскакивает и рассматривает своё лицо с приличной ссадиной на щеке. Работает он в видеомагазине с ещё одним смешным чуваком. Пустыня. У хайвея пытается поймать попутку очень симпатичная и сексуальная девица. Рэй собирается продать магазин и говорит продавцу, что уезжает на несколько дней. В морг спускается девица, голосовавшая на дороге, и патологоанатом, тоже симпатичная молодая женщина, обнимает её и называет Харли из Дакоты. Труп на столе её не смущает. Харли говорит, что её выпустили из тюрьмы досрочно за хорошее поведение. Девушки раньше работали проститутками. Темой обсуждения является два миллиона долларов, которые пропали перед посадкой сутенёра Джима в тюрьму. Далее обстоятельства складываются так, что судьба сводит Рэя и Харли — она голосовала на шоссе. Девушка предложила Рэю помочь ей вытащить из банка 2 миллиона долларов, украденных одним мафиозным боссом, и поделить. Рэй соглашается, думая о видеомагазине и не отдавая себе отчета в том, что за такие деньги он может получить пулю в лоб. А Харли на самом деле решила ещё и отомстить гангстеру за срок, который она отсидела по его вине. (М. Иванов)

## В ролях
| Актёр              | Роль        |
| ------------------ | ----------- |
| Роберт Патрик      | Рэй Беннетт |
| Дженнифер Эспозито | Харли       |
| Майк Старр         | Тоно        |
| Мелисса Джоан Харт | Си Джей     |
| Майкл Дж. Хэгерти  | Рэд         |
| Майкл Дж. Поллард  | Дон         |